# Ельшава
Ельшава, или Е́лшава (словац. Jelšava, нем. Jelschau, венг. Jolsva) — город в центральной Словакии в области Словацких Рудных гор. Население — около 3 тысяч человек.

## История
Елшава впервые упоминается в 1243 году в письме короля Белы IV как шахтёрское поселение. В XIV веке стала вторым по значению местом по добыче железной руды в Венгрии и королевским городом. В 1556 году город сожгли турки. В 1893 году через город прошла железная дорога Плешивец-Мурань. В 1894 открыт магнезитовый комбинат. В 1938 году город оккупируют войска хортистской Венгрии. 21.01.1945 Елшаву освободили советские и румынские войска.
С 1968 года в городе дислоцировался 164-й гвардейский мотострелковый ордена Суворова полк (в/ч п/п 49115) из состава 30-я гвардейской мотострелковой дивизии Центральной группы войск ВС СССР.

## Население
| Год:                | 1994 | 2004     | 2014    | 2024    |
| ------------------- | ---- | -------- | ------- | ------- |
| Количество человек: | 2909 | 3249     | 3191    | 3177    |
| Разница:            |      | +11,68 % | −1,78 % | −0,43 % |

## Достопримечательности
- Костёл
- Дворец Когари

## Известные уроженцы
- Мария Базилидес (1886—1946) — венгерская оперная певица (контральто).

## Города-побратимы
- Уничов, Чехия